# Elek-Test
Der Elek-test (auch Elek-Ouchterlony-Immundiffusionstest) ist ein Nachweis der Toxizität von Corynebacterium diphtheriae.

## Prinzip
Unter Eisenmangel bildet das Corynebacterium diphtheriae verstärkt das Diphtherie-Toxin. Man verwendet den Elek-Test zum Nachweis dieses Toxins und damit auch des entsprechenden Bakteriums in einem Immundiffusionstest. In der Mitte einer Petrischale befindet sich ein in Antitoxin getränktes streifenförmiges Filterpapier, quer dazu wird der zu untersuchende Diphtherie-Stamm auch wieder in Streifenform in der Petrischale aufgetragen. Produziert dieser Stamm das Toxin, so diffundieren Antitoxin und Toxin einander entgegen. Dort wo sie zusammentreffen, entsteht eine Präzipitationslinie durch die Bildung eines Antigen-Antikörper-Komplexes. Diphtherie-Toxin und Antitoxin aus dem getränkten Filterpapier reagieren miteinander zu einem vernetzten Komplex, der also linienförmig ausfällt und somit als meist s-förmige Linie sichtbar wird. Fehlt dem Diphtherie-Stamm das Toxin oder handelt es sich überhaupt nicht um das Corynebacterium diphtheriae, wird keine Präzipitationslinie gebildet.
Der SLT-Elek-Test ist eine Variante des Elek-Tests und kann zum Nachweis von Shiga-like Toxin in Escherichia coli verwendet werden.